# São José do Inhacorá
São José do Inhacorá är en kommun i Brasilien.   Den ligger i delstaten Rio Grande do Sul, i den södra delen av landet, 1 500 km söder om huvudstaden Brasília. Antalet invånare är 2 200.
Omgivningarna runt São José do Inhacorá är en mosaik av jordbruksmark och naturlig växtlighet. Runt São José do Inhacorá är det ganska glesbefolkat, med 21 invånare per kvadratkilometer.